# Urvatji

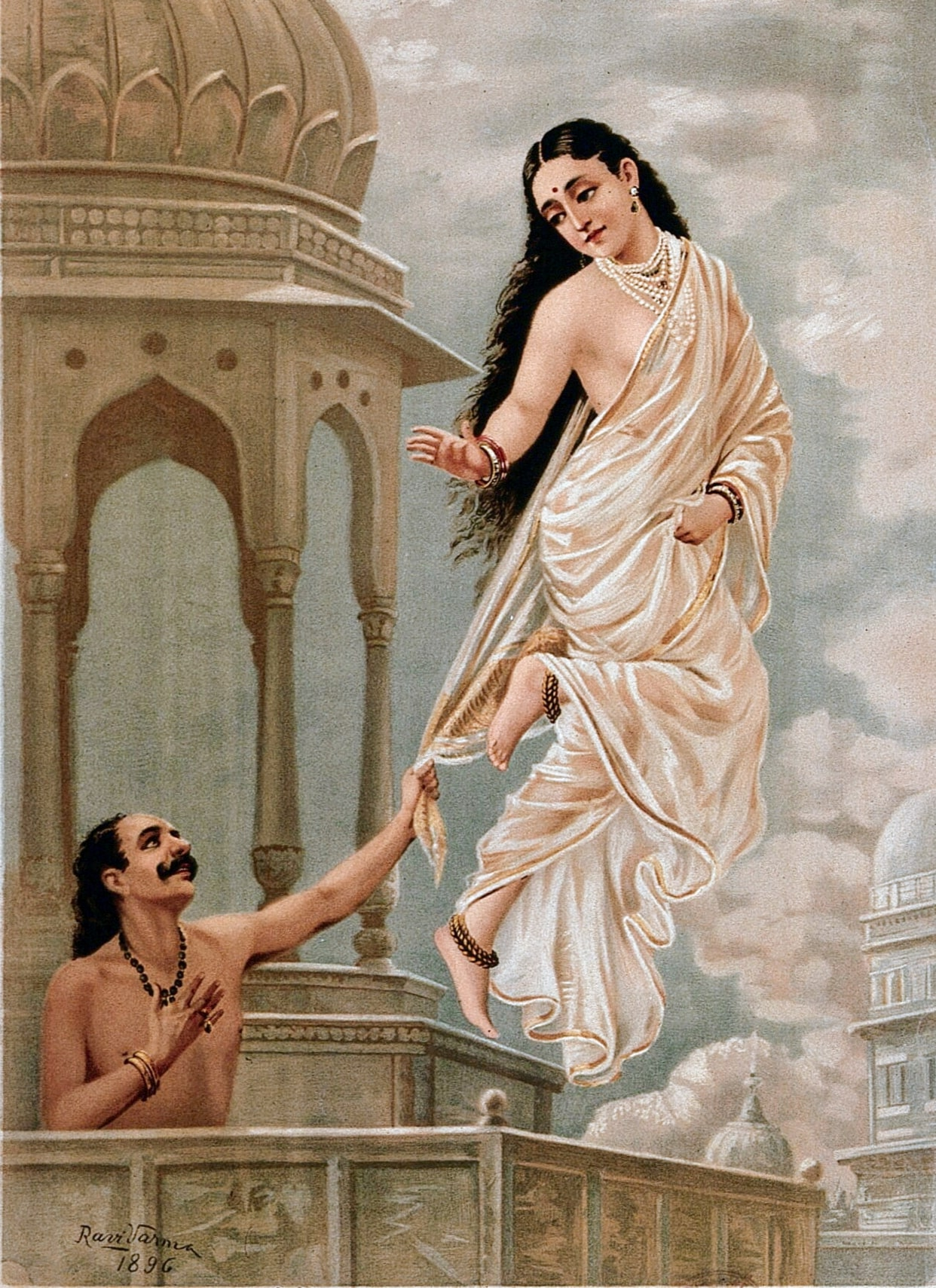
Urvatji lämnar sin make.

Urvatji (även Urvaçi eller Urvachi) är i den indiska mytologin en av de gudomliga nymferna (apsaraser) i den indiska gudavärlden, förmäld med en dödlig kung Pururavas.
Urvatji, liksom apsaraser i allmänhet, torde ha sin grund i motivet om svanjungfrun. Detta motiv förekommer redan i Rigveda (X, 64) och går sedan igen i olika varianter i den indiska litteraturen. Dramatiskt har det behandlats av Kalidasa i skådespelet Vikramorvaçī.